# Fino a tutta la vita che c'è
Fino a tutta la vita che c'è è il secondo singolo estratto dall'album Scimmie di Marco Masini, scritto con Giuseppe Dati e Mario Manzani.
Nel singolo è presente una versione acustica del brano Ali di cera.

## Videoclip
Nel videoclip del brano, Masini canta sopra una mongolfiera.

## Tracce
1. Fino a tutta la vita che c'è – 4:18
2. Ali di cera (Versione acustica) – 4:09